# Molly Taylor
Pour les articles homonymes, voir Taylor.
Molly Taylor, née le 6 mai 1988, est une femme pilote de rallye australienne, de NSW. Arcadia (l'un des faubourg de Sydney).
Elle est la première championne de l'histoire de Extreme E (Championnat de SUV électrique) avec Johan Kristoffersson en 2021.

## Biographie

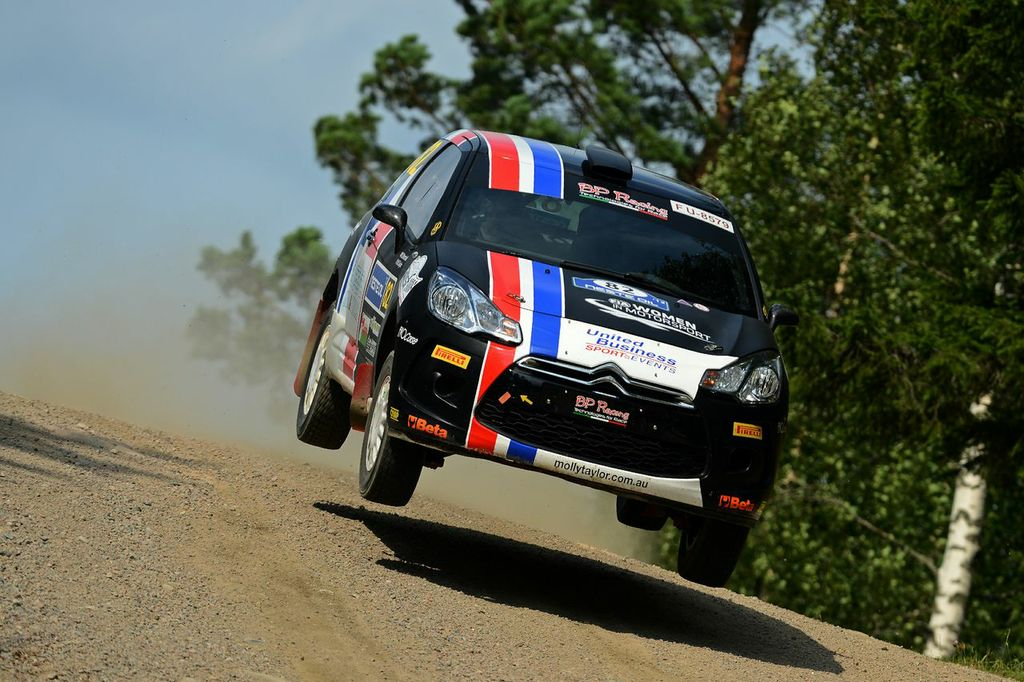
M. Taylor au Rallye de Finlande en 2012.

Son frère Mark est également pilote de rallyes dans son pays. Sa mère Coral est copilote, toujours en activité, et a remporté le championnat australien en 1993.
Elle participe au championnat de son pays en 2007 et 2008, puis elle s'expatrie en Angleterre.
Elle est la seule non-britannique à avoir remporté le titre féminin du championnat BRC, se classant alors 3e du Citroën Racing Trophy en 2010.
En 2011 et 2012, elle concourt en WRC, grâce au WRC Pirelli Star Driver Program. En 2011 (6 épreuves disputées) elle est la seule compétitrice féminine, et l'un des plus jeunes participants réguliers en mondial.
En 2013, elle dispute le FIA ERC Ladie's Championship Trophy de la nouvelle version du Championnat d'Europe des rallyes sur Citroën DS3 R3T.
En 2014 elle dispute uniquement 4 épreuves du WRC, obtenant une troisième place en Finlande en J-WRC et terminant première féminine pour la deuxième fois après 2012 du RAC Rally, sur la DS3 R3T.
Elle est également une excellente cavalière.

## Palmarès

### Titres
- FIA ERC Ladie's Trophy: 2013 (devant la bulgare Ekaterina Stratieva, victorieuse la saison suivante);
- Double championne britannique des rallyes (BRC): 2009 et 2010;
- Vainqueur de la Suzuki Swift Sport Cup: 2009 (en remportant 3 des 6 manches auxquelles elle participe);
- Double champion d'Australie des rallyes (classe F16 - 1600): 2007 et 2008;
- Double champion de Nouvelle-Galles du Sud des rallyes (classe 2WD, et 2L.): 2006;

### Victoires en WRC
- Coupe des Dames du RAC Rally: 2012 et 2014;
- Vainqueur d'une épreuve spéciale du RAC Rally: 2012;

### 4 victoires en ERC
- Coupe des Dames du Tour de Corse: 2013 (copilote le britannique Sébastian Marshall);
- 1re féminine du rallye de Roumanie: 2013;
- 1re féminine du rallye de Tchéquie: 2013;
- 1re féminine du rallye de Pologne: 2013;
- 1re féminine du rallye de Croatie: 2013.

### Championnat d'Extreme E
- 1re du championnat de Extreme E 2021
- 3e du championnat de Extreme E 2023

## Récompenses

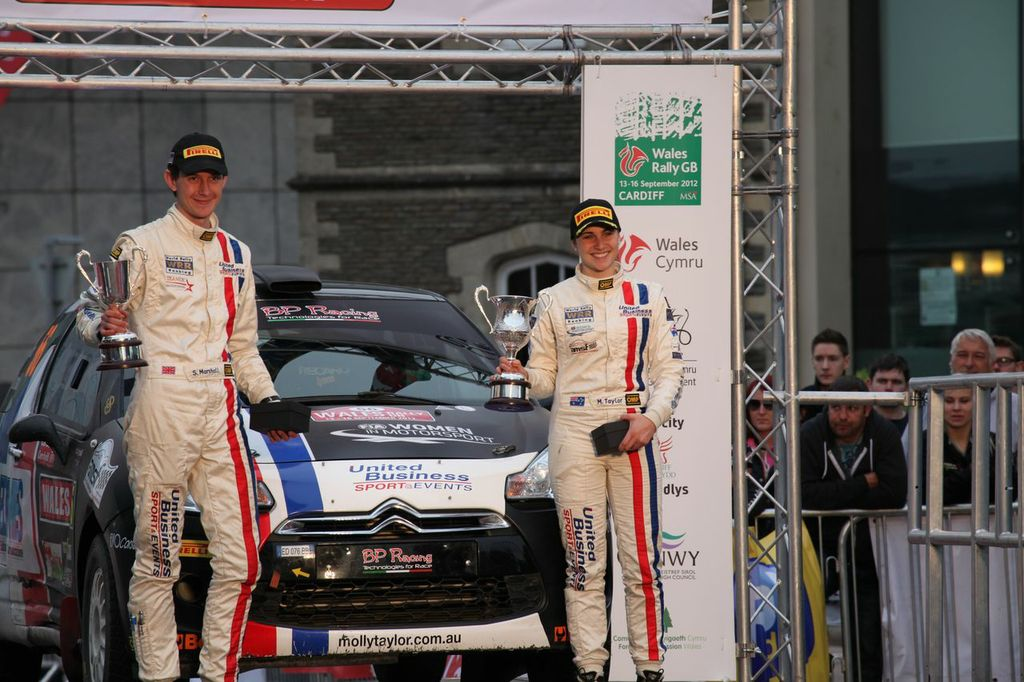
Molly Taylor recevant le Richard Burn's Trophy, durant le rallye de Finlande.

- Richard Burns's Trophy: 2012 (pour sa saison en WRC);
- IRDC Most Improved Award: 2010;
- Greenlight TV Star Performer Award: 2009.